# Ист-Гринуич (Род-Айленд)
Ист-Гринуич (англ. East Greenwich) — город в штате Род-Айленд (США). Административный центр округа Кент. В 2020 году в городе проживали 14 312 человека. 

## Географическое положение
Ист-Гринуич расположен в центре штата Род-Айленд, в Гринвичском заливе, к югу от города Провиденс. Площадь — 43,3 км², из которых 42,9 км² — суша, а 0,4 км² — вода.

## История
Город был основан в 1677 году после войны Короля Филиппа. В 1686–1689 годах он назывался Дедфордом, а затем был переименован в честь Гринвича в Лондоне. В 1741 году сельские западные территории города отделились в Уэст-Гринуич, а оставшаяся часть была названа Ист-Гринуичем. До 1854 года это была одна из пяти столиц штата Род-Айленд. Генеральная Ассамблея, собираясь в Ист-Гринуиче, использовала здание местного суда, которое сегодня является ратушей.

## Население
| Год переписи | Нас.  |  | %±     |
| ------------ | ----- |  | ------ |
| 1730         | 1223  |  | —      |
| 1790         | 1824  |  | 49,1%  |
| 1800         | 1775  |  | −2,7%  |
| 1810         | 1530  |  | −13,8% |
| 1830         | 1591  |  | 4%     |
| 1840         | 1509  |  | −5,2%  |
| 1850         | 2358  |  | 56,3%  |
| 1860         | 2882  |  | 22,2%  |
| 1870         | 2660  |  | −7,7%  |
| 1880         | 2887  |  | 8,5%   |
| 1890         | 3127  |  | 8,3%   |
| 1900         | 2775  |  | −11,3% |
| 1910         | 3420  |  | 23,2%  |
| 1920         | 3290  |  | −3,8%  |
| 1930         | 3666  |  | 11,4%  |
| 1940         | 3842  |  | 4,8%   |
| 1950         | 4923  |  | 28,1%  |
| 1960         | 6100  |  | 23,9%  |
| 1970         | 9577  |  | 57%    |
| 1980         | 10211 |  | 6,6%   |
| 1990         | 11865 |  | 16,2%  |
| 2000         | 12948 |  | 9,1%   |
| 2010         | 13146 |  | 1,5%   |
| 2020         | 14312 |  | 8,9%   |

В 2020 году в городе проживало 14 312 человека, насчитывалось 5340 домашних хозяйств. Население Ист-Гринуича по возрастному диапазону распределилось следующим образом: 25,0 % — жители младше 18 лет, 57,6 % — от 18 до 65 лет и 17,4 % — в возрасте 65 лет и старше. Медианный возраст — 43,6 лет. Расовый состав: белые — 85,8 % и представители двух и более рас — 6,2 %. Высшее образование имели 63,4 %.
В 2020 году медианный доход на домашнее хозяйство оценивался в 73 159 $, на семью — 133 373 $. 7,1 % от всей численности населения находилось на момент переписи за чертой бедности. 60,5 % работали в частных компаниях, 8,6 % — самозанятые, 12,4 % были сотрудниками частных некоммерческих организаций, 12,5 % были государственными служащими, 6,0 % были самозанятыми в собственном незарегистрированном бизнесе или домашнем хозяйстве.